# ناکانو-کو، توکیو

منطقهٔ ناکانو

ناکانو (به ژاپنی: 中野区) یکی از ۲۳ منطقه ویژه توکیو پایتخت ژاپن است.  تراکم جمعیت آن در سال ۲۰۱۰ میلادی ۲۰٬۲۰۰ نفر در هر کیلومتر مربع بوده‌است. ناکانو بالاترین تراکم جمعیت را در کشور ژاپن دارد. مساحت ناکانو ۱۵٫۵۹ کیلومتر مربع است. پنج منطقهٔ پرجمعیت از مناطق ویژه توکیو یعنی شینجوکو، سوگینامی، نریما، شیبویا و توشیما ناکانو را احاطه کرده‌اند.

## نگارخانه

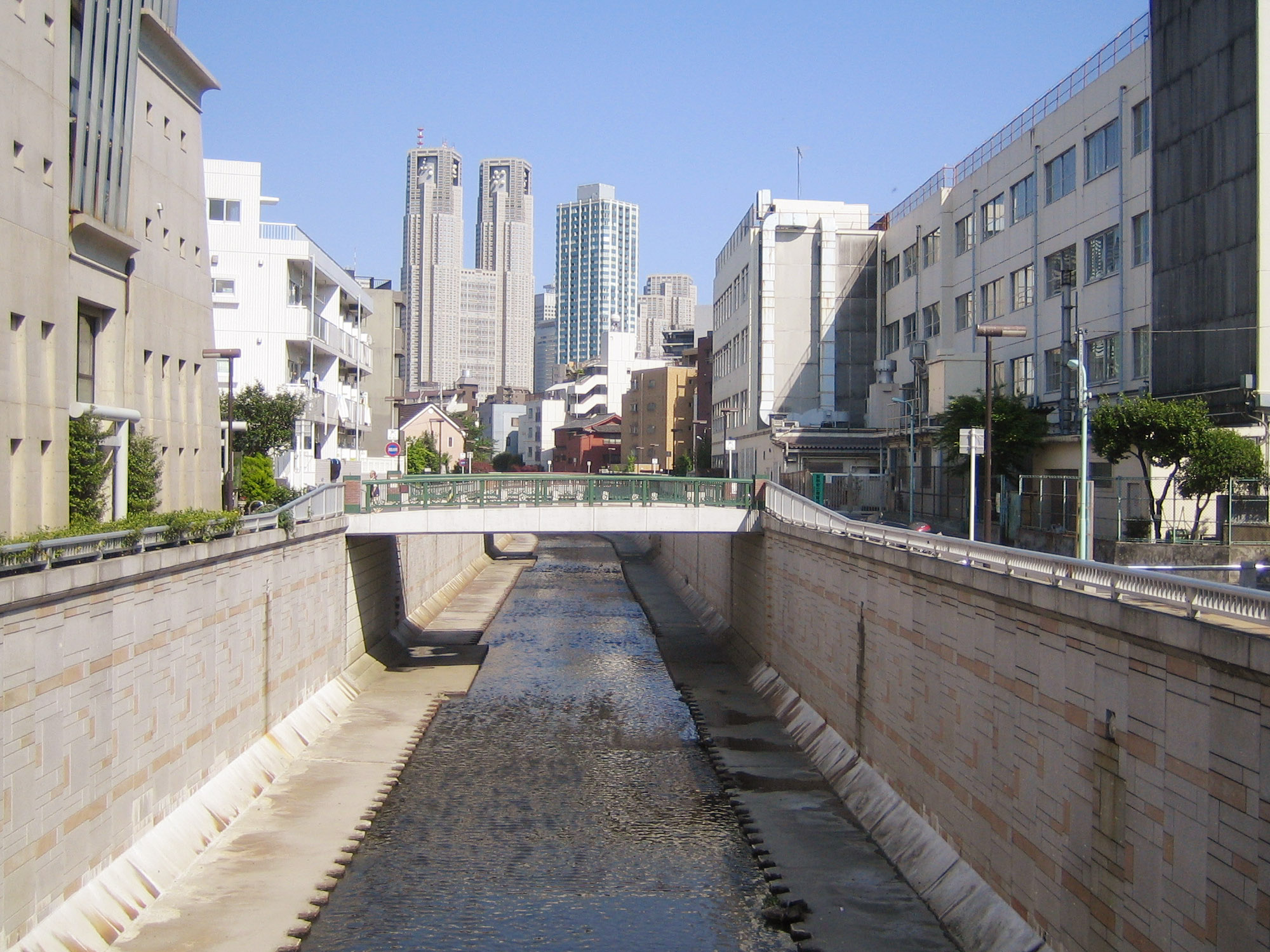
رود کاندا در ناکانو
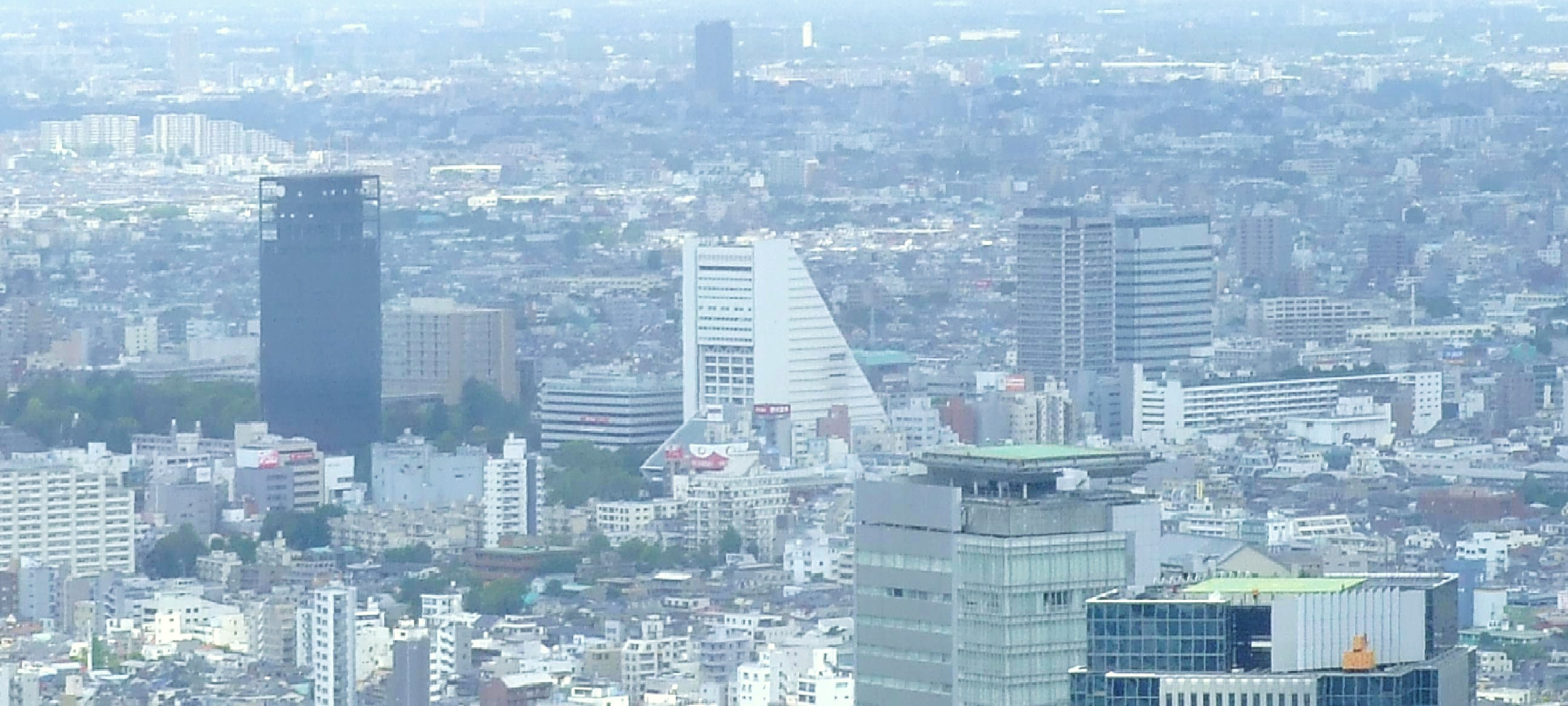
ناکانو